# Ochotona princeps
Il pica americano (Ochotona princeps Richardson, 1828) è un mammifero lagomorfo della famiglia degli Ocotonidi.

## Distribuzione
Con numerose sottospecie (Ochotona princeps figginsi, Ochotona princeps figginsi, Ochotona princeps princeps, Ochotona princeps saxatilis, Ochotona princeps schisticeps, Ochotona princeps taylori)
la specie è diffusa sulle Montagne Rocciose, occupando un areale che va dalla Columbia Britannica centrale a California e Colorado. Predilige le aree rocciose ricoperte da vegetazione prativa, generalmente è comune nelle zone di transizione fra i due habitat.

## Descrizione

### Dimensioni
A seconda della sottospecie, misura dai 16 ai 21 cm, per un peso medio di 100 g.

### Aspetto

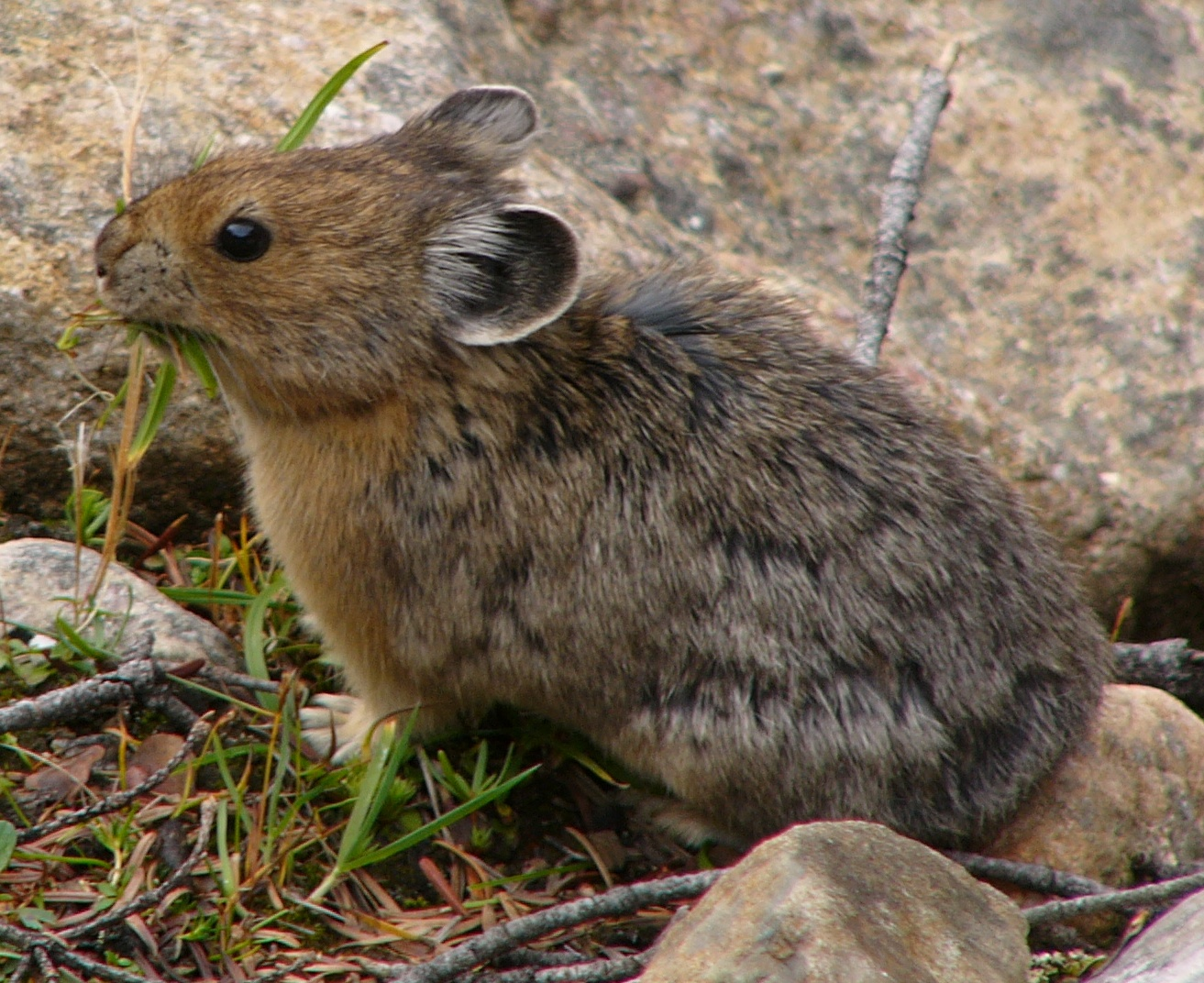
Ochotona princeps princeps (Richardson, 1828)

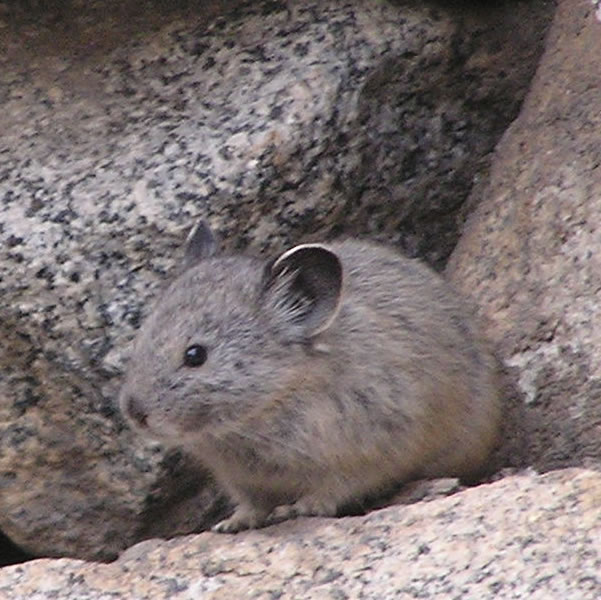
Ochotona princeps schisticeps (Merriam, 1889)

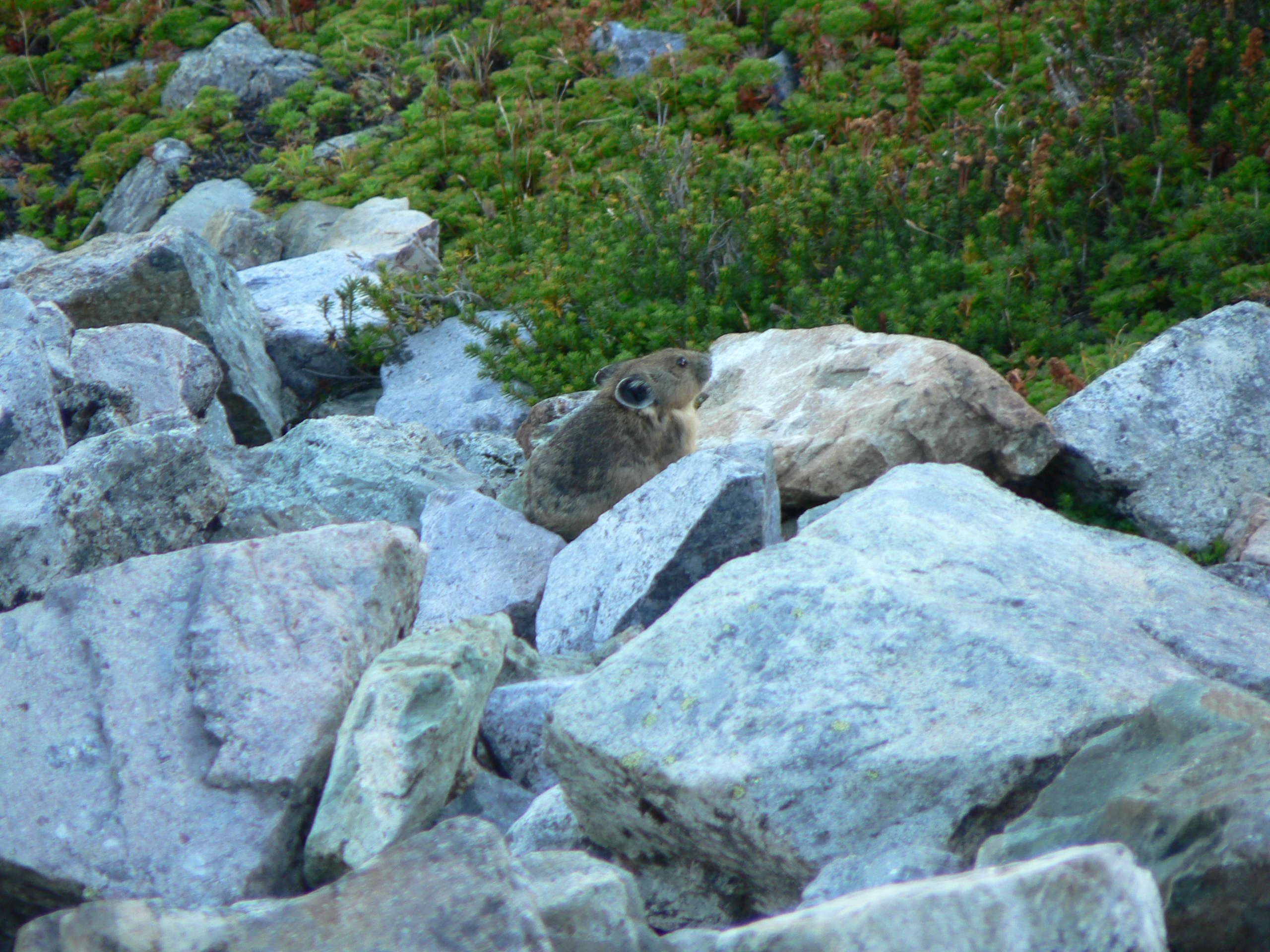
Ochotona princeps taylori (Grinnell, 1912)

Si tratta di animali simili a dei grossi criceti, con grossa testa, corpo robusto, piccole orecchie arrotondate, occhietti neri e zampe corte e tozze. Il pelo, grigiastro sul dorso, è leggermente più chiaro sul ventre, e non bianco come nell'affine ed assai simile Ochotona collaris.

## Biologia
Si tratta di animali diurni: presentano picchi di attività durante le prime ore del mattino ed al crepuscolo, mentre passano le ore centrali della giornata in stato di inattività. Nelle ore di veglia (che ammontano al 30% del totale di ore di luce) si dedicano principalmente alla ricerca del cibo, sia da consumare subito che da ammassare nei pressi delle loro tane, per poi usufruirne durante l'inverno come scorta, visto che questi animali non cadono in letargo. Un'altra importante attività, svolta principalmente dai maschi, è quella di difesa del territorio, alla quale l'animale assurge stando di sentinella su zone in rilievo (principalmente grossi massi) ed approfittando di tale azione per prendere il sole, pronto tuttavia a gettarsi al riparo in caso di minacce da parte di predatori. Questi animali presentano due tipi di vocalizzazione: un fischio corto, utilizzato per avvertire altri animali di un pericolo immediato, consentendo loro di mettersi al riparo, ed un fischio lungo, utilizzato da ambedue i sessi durante la stagione degli amori.

### Alimentazione
Durante l'estate, questi animali erbivori si nutrono di graminacee (di cui consumano l'intera pianta), fiori e germogli: d'inverno, invece, utilizzano la vegetazione messa a seccare durante l'estate e stipata nelle proprie tane per sostentarsi, mentre qualora tale riserva finisca, sono costrette a muoversi scavando tunnel sotto la neve, alla ricerca di cibo. Sono assai poco esigenti in termini di alimentazione, mangiando anche muschi, licheni e corteccia d'albero qualora affamati.

### Riproduzione
Questi animali tendono a riprodursi due volte l'anno: la prima alla fine dell'inverno, poco prima dello scioglimento delle nevi, e la seconda una settimana dopo la nascita della prima cucciolata. La femmina partorisce una media di tre cuccioli, dopo una gestazione di un mese: i cuccioli vengono svezzati a quattro settimane di vita. È degno di nota il fatto che solo il dieci per cento dei cuccioli nati dalla seconda nidiata raggiunge lo svezzamento, mentre tutti i cuccioli della prima nidiata arrivano generalmente a tale traguardo. La completa indipendenza dalle cure materne, in ogni caso, arriva dopo il terzo mese di vita, anche se già dopo lo svezzamento i cuccioli danno segni di intolleranza reciproca. La maturità sessuale viene raggiunta attorno all'anno di vita.

## Conservazione
Nonostante la specie nel complesso sia classificata dall'IUCN come "rischio minimo", studi recenti hanno dimostrato che andrebbe fatta una revisione di tale status.
La specie, infatti, pare essere in una fase di forte declino (nel 2003, nel giro di un inverno scomparvero nove popolazioni su un totale di venticinque prese in esame dallo studio), principalmente a causa del riscaldamento globale: vivendo in climi montani assai freddi, infatti, i pica americani sono assai sensibili agli aumenti di temperatura, al punto che durante le ore (relativamente) più calde della giornata cercano rifugio all'ombra, mentre se la temperatura sale al di sopra dei 23 °C, muoiono nel giro di un'ora. Per tale motivo, a causa dell'aumento globale delle temperature, le popolazioni di pica americano stanno cercando rifugio a quote sempre più elevate, frazionandosi ed isolandosi sempre più, oltre a diminuire drasticamente di numero di anno in anno.